# Mediterrán faunavidék
A mediterrán faunavidék a palearktikus faunatartomány (Palearktisz) hat faunavidékének egyike. Dél-Európát, Észak-Afrikát, Délnyugat-Ázsiát (tehát a klasszikus Mediterráneumot, valamint Makaronéziát foglalja magába.
Egyesek idesorolják a Nílus völgyét is, míg más a másik álláspont szerint Egyiptom állatvilága a kelet-afrikai faunatartomány és a mediterrán faunavidék közötti, átmeneti jellegű

## Állatvilága
Különösen a Balkán-félszigeten sok gekkófaj él. Már Hоrváth G. (1873) megállapította, hogy a pajzsos poloskák (Scutelleridae) faj- és egyedszáma Európában a Mediterráneumban a legnagyobb, onnan észak felé csökken. Az útonállódarazsak (Pompilidae) közül mediterrán jellegűek a Telostegus, Anospilus, Episyron, Batazonus, Dicyrtomellus, Paraferreola, Arachnotheutes, Pedinaspis, Aporus nemek.